# Суринам на Светском првенству у атлетици на отвореном 2011.
Суринам је учествовао на 13. Светском првенству у атлетици на отвореном 2011. одржаном у Тегу од 27—4. септембра. Репрезентацију Суринама представљала су 2 такмичара (1 мушкарац и 1 жена) који су се такмичили у 2 дисциплине (1 мушка и 1 женска). , 
На овом првенству Суринам није освојио ниједну медаљу, нити је постигнут неки рекорд.

## Учесници
| Мушкарци: - Јирген Темен — 100 м | Жене: - Рамона ван дер Влот — 200 м |  |

## Резултати

### Мушкарци
| Атлетичар    | Дисциплина | Лични рекорд | Предтакмичење | Предтакмичење | Квалификације | Квалификације | Полуфинале           | Полуфинале           | Финале               | Финале       | Детаљи |
| Атлетичар    | Дисциплина | Лични рекорд | Резултат      | Место         | Резултат      | Место         | Резултат             | Место                | Резултат             | Место        | Детаљи |
| ------------ | ---------- | ------------ | ------------- | ------------- | ------------- | ------------- | -------------------- | -------------------- | -------------------- | ------------ | ------ |
| Јирген Темен | 100 м      | 10,61        | 10,84 кв      | 3. у гр. 1    | 10,94         | 8. у гр. 4    | Није се квалификовао | Није се квалификовао | Није се квалификовао | 48 / 71 (75) |        |

### Жене
| Атлетичарка         | Дисциплина | Лични рекорд | Квалификације   | Квалификације   | Полуфинале            | Полуфинале            | Финале                | Финале                | Детаљи |
| Атлетичарка         | Дисциплина | Лични рекорд | Резултат        | Место           | Резултат              | Место                 | Резултат              | Место                 | Детаљи |
| ------------------- | ---------- | ------------ | --------------- | --------------- | --------------------- | --------------------- | --------------------- | --------------------- | ------ |
| Рамона ван дер Влот | 200 м      | 24,27        | Није стартовала | Није стартовала | Није се квалификовала | Није се квалификовала | Није се квалификовала | Није се квалификовала |        |